# Ginger Baker
Peter Edward "Ginger" Baker (Lewisham, London, 19. kolovoza 1939. – 6. listopada 2019.) bio je  engleski bubnjar i skladatelj.

## Glazbena karijera
Ginger Bakerova slava rasla je kako je mijenjao sastave u kojima je bubnjao. Krenuo je s Graham Bond Organisation, a vrhunac karijere napravio u sastavu Cream od 1966. do 1968. Kasnije je s Ericom Claptonom, Ricom Grechom i Steveom Winwoodom osnovao grupu Blind Faith (1969.). 
Nakon toga osnovao je vlastiti sastav Ginger Baker's Air Force (1970-ih), koji je eksperimentirao s jazzom  i rockom.
Baker je osvajao glazbenu publiku, neobičnim smislom za ritam, virtuoznošću na svom instrumentu, a i atraktivnošću svog nastupa, među prvima je svirao s dva bas bubnja.

## Vanjske poveznice
- Portal Gingera Bakera